# Wahlbach (Németország)
Wahlbach település Németországban, Rajna-vidék-Pfalz tartományban. Lakosainak száma 178 fő (2023. december 31.). Wahlbach Rayerschied, Benzweiler, Mörschbach, Pleizenhausen és Altweidelbach községekkel határos.

## Népesség
A település népességének változása:
| Lakosok száma | 160  | 177  | 170  | 173  | 182  | 178  |
|               | 1975 | 2017 | 2019 | 2021 | 2022 | 2023 |